# Коприн
Копри́н (n-(1-гидроксициклопропил)-l-глутамин) — органическое вещество, производное аминокислоты — глутамина, содержащееся в плодовых телах видов грибов родов Coprinopsis и Ampulloclitocybe. При употреблении этих грибов вместе с алкоголем наблюдается сильное отравление.
Протоксин, при слабом гидролизе превращающийся в 1-аминоциклопропанол (C3H7NO), который в свою очередь является микотоксином, более сильным ингибитором альдегиддегидрогеназы, чем дисульфирам. В отличие от него, не ингибирует дофамин-бета-гидроксилазу.
Открыт в 1975 году независимо американцами Хэтфилдом и Шаумбергом и шведами Линдебергом и Викбергом. Обнаружен в плодовых телах Coprinopsis atramentaria (навозника серого), Coprinopsis erethistes, Coprinopsis insignis и Coprinopsis variegata. Предположительно также содержится в Ampulloclitocybe clavipes (говорушке булавоногой).
Представляет собой бесцветное кристаллическое вещество, хорошо растворимое в воде, малорастворимое в спиртах и нерастворимое в менее полярных органических веществах. При комнатной температуре не взаимодействует со слабыми кислотами и щелочами, при 60 °C гидролизует с наличием 10 % раствора хлороводородной кислоты до глутаминовой и пропионовой кислот.

## Симптомы отравления
Первым симптомом отравления является повышение артериального давления. Возможны покраснение лица и верхней части тела, учащение сердцебиения вплоть до 140 ударов в минуту, боли в сердце, учащение дыхания. Через 15 минут артериальное давление понижается, отравившийся испытывает головокружения и слабость. Обычно сопровождаются рвотой, изредка — потерей сознания.